# Adele Spitzeder
Pour les articles homonymes, voir Spitzeder et Vio.
Adelheid Luise Spitzeder (/ˈaːdl̩haɪt ˈʃpɪtˌtseːdɐ/), dite Adele Spitzeder, née le 9 février 1832 à Berlin et morte le 27 ou 28 octobre 1895 à Munich, également connue sous son nom de scène d'Adele Vio, est une actrice et chanteuse de folklore allemande s'étant fait connaître pour ses escroqueries.
D'abord jeune actrice prometteuse, elle devient une banquière privée bien connue à Munich au XIXe siècle lorsque son succès théâtral décline. Elle dirige un système de Ponzi - un des premiers répertoriés - et propose d'importants retours sur investissement en utilisant continuellement l'argent de nouveaux investisseurs pour rembourser les précédents.
En ouvrant sa banque en 1869, Adele Spitzeder réussit à repousser pendant quelques années les tentatives faites pour la discréditer, avant que les autorités ne puissent la traduire en justice en 1872. Comme la pyramide de Ponzi n'est pas encore illégale, elle n'est condamnée qu'à trois ans de prison sur des accusations de comptabilité défaillante et de mauvaise gestion de l'argent des clients. Sa banque ferme et 32 000 personnes perdent 38 millions de florins, l'équivalent de près de 400 millions d'euros de 2017, provoquant une vague de suicides. Sa fortune personnelle en œuvres d'art et en argent lui est retirée.
Après sa libération de prison en 1876, Adele Spitzeder vit de dons de bienfaiteurs et tente en vain de travailler à nouveau à Altona et à Berlin. Elle quitte l'Allemagne pour Vienne, mais la police de cette ville l'empêche de venir pour jouer dans des représentations théâtrales ; elle retourne donc en 1878 à Munich, où elle publie ses mémoires. Elle est de nouveau arrêtée en 1880 pour avoir tenté d'ouvrir une nouvelle banque sans avoir les autorisations nécessaires, mais elle est ensuite libérée sans inculpation. Adele Spitzeder se produit en tant que chanteuse folklorique, vivant de l'aide d'amis et de bienfaiteurs, mais elle ne rompt jamais complètement avec sa vie condamnable, ce qui entraîne de nouveaux procès et des périodes d'incarcération.
Jamais mariée, elle entretient successivement plusieurs relations lesbiennes. En apparence, elle affiche le personnage d'une chrétienne pieuse qui aide les pauvres, ce qui contribue au succès de son entreprise.

## Biographie

### Jeunesse

#### Naissance et origine
Adelheid Luise Spitzeder naît le 9 février 1832 à Berlin,,,. Elle est le septième enfant du chanteur d'opéra Josef Spitzeder et le premier enfant de la chanteuse d'opéra Betty Vio,. Pour son père, il s'agit du deuxième mariage ; il avait auparavant épousé la cantatrice Henriette Schüler (1800-1828), avec qui il avait eu six enfants,. En 1830, Betty s'était rendue à Berlin, où elle avait rencontré Josef Spitzeder au Königsstädtisches Theater, qu'elle avait épousé en 1831 à l'église Hedwigskirche,. Cette année-là, Josef se produisait en tant qu'invité au Théâtre national de Munich, où il avait été acclamé par la critique,. Le roi Louis Ier lui avait proposé, ainsi qu'à sa femme, un salaire de 6 000 florins par an s'ils acceptaient un engagement permanent au Théâtre national,,,,.
|  |                                                             |  |  |  |  |  |  |  |  |  |  |  |  |  |  |  |
|  | 4. Johann Baptist Spitzeder (1764-1842)                     |  |  |  |  |  |  |  |  |  |  |  |  |  |  |  |
|  |                                                             |  |  |  |  |  |  |  |  |  |  |  |  |  |  |  |
|  |                                                             |  |  |  |  |  |  |  |  |  |  |  |  |  |  |  |
|  | 2. Josef Spitzeder (c. 1795-1832)                           |  |  |  |  |  |  |  |  |  |  |  |  |  |  |  |
|  |                                                             |  |  |  |  |  |  |  |  |  |  |  |  |  |  |  |
|  |                                                             |  |  |  |  |  |  |  |  |  |  |  |  |  |  |  |
|  | 5. Agnes née Klein                                          |  |  |  |  |  |  |  |  |  |  |  |  |  |  |  |
|  |                                                             |  |  |  |  |  |  |  |  |  |  |  |  |  |  |  |
|  |                                                             |  |  |  |  |  |  |  |  |  |  |  |  |  |  |  |
|  | 1. Adele Spitzeder                                          |  |  |  |  |  |  |  |  |  |  |  |  |  |  |  |
|  |                                                             |  |  |  |  |  |  |  |  |  |  |  |  |  |  |  |
|  |                                                             |  |  |  |  |  |  |  |  |  |  |  |  |  |  |  |
|  | 6. Francesco Vio ou (Georg Friedrich) Wilhelm Vio (1767-?)  |  |  |  |  |  |  |  |  |  |  |  |  |  |  |  |
|  |                                                             |  |  |  |  |  |  |  |  |  |  |  |  |  |  |  |
|  |                                                             |  |  |  |  |  |  |  |  |  |  |  |  |  |  |  |
|  | 3. Betty Vio (entre 1802 et 1808-1872)                      |  |  |  |  |  |  |  |  |  |  |  |  |  |  |  |
|  |                                                             |  |  |  |  |  |  |  |  |  |  |  |  |  |  |  |
|  |                                                             |  |  |  |  |  |  |  |  |  |  |  |  |  |  |  |
|  | 7. Philippine Vio, née Dupont, anciennement Rathje (1773-?) |  |  |  |  |  |  |  |  |  |  |  |  |  |  |  |
|  |                                                             |  |  |  |  |  |  |  |  |  |  |  |  |  |  |  |
|  |                                                             |  |  |  |  |  |  |  |  |  |  |  |  |  |  |  |

#### Mort du père, déménagement de la famille à Munich et enseignement
Josef Spitzeder meurt subitement le 13 décembre 1832. En 1833, la famille Spitzeder quitte Berlin pour s'installer à Munich,,. Le roi aide la jeune veuve en finançant l'éducation des enfants,. Betty Vio épouse ensuite Franz Maurer et prend un engagement au Carltheater à Vienne en 1840, où Adele Spitzeder fréquente une Höhere Mädchenschule (école pour filles) dirigée par l'ordre des Ursulines ; après un an, elle entre au pensionnat du couvent,,,. À l'âge de douze ans, Adele réussit à convaincre sa mère de déménager à nouveau à Munich, où elle est éduquée avec les fils de sa tante,,. À cette époque, elle contracte l'habitude de fumer de gros cigares, elle dérobe quelquefois une pipe, et, en même temps, elle se passionne pour les chiens. À 16 ans, elle fréquente pendant deux ans l'institut de Madame Tanche, très connu à l'époque, où elle reçoit un bon enseignement,,. Elle s'intéresse à la langue anglaise et à l'astronomie,. Après avoir quitté l'école de Tanche, elle suit des cours de langues étrangères, de composition et de piano,.

#### Une mère considérée comme un mentor
Dans ses mémoires, Adele Spitzeder prétend qu'une fois qu'elle fut sortie du couvent, sa mère fut toujours pour elle un mentor inflexible, une gardienne vigilante de sa bonne réputation et de son innocence virginale. Jusqu'à sa vingtième année, Adele n'avait jamais eu la permission de sortir seule ; quand par hasard elle allait à quelque bal, ou même dans une soirée intime, c'était accompagnée de sa mère ; et si elle éprouva pour l'un ou l'autre des jeunes gens qu'elle rencontrait dans ces réunions honnêtes un commencement d'affection, ces liaisons, qui d'ailleurs furent passagères et ne troublèrent pas bien profondément la paix de son cœur, demeurèrent toujours parfaitement pures — c'est elle qui nous l'assure — et rigoureusement platoniques.

### Carrière d'actrice

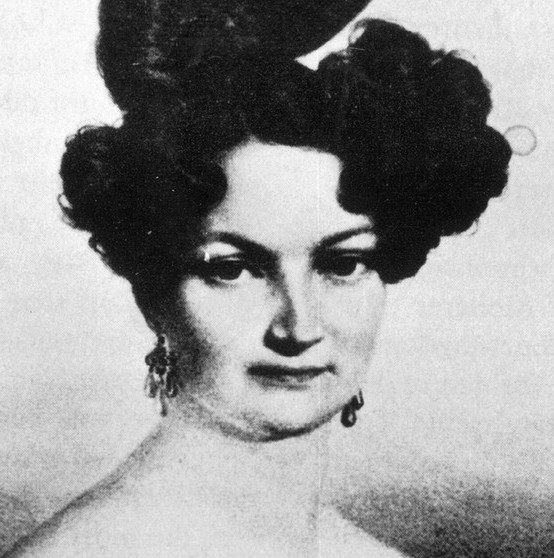
Adele Spitzeder alors jeune actrice (c. 1852).

Voulant suivre les traces de ses parents et contre la volonté de sa mère, Adele Spitzeder décide de devenir actrice et prend des cours auprès des actrices de Munich Constanze Dahn et Charlotte von Hagn,,. En 1856 ou 1857, elle fait ses débuts à la Hofbühne à Cobourg en jouant Deborah et Mary Stuart,,,,,,,. Elle ne connaît pas le succès. Comme il n'y a pas de poste vacant à Cobourg, elle quitte la Hofbühne pour prendre un engagement à Mannheim avant de retourner à Munich pour quelques rôles invités au Théâtre national,. Bien qu'on lui propose un contrat pour y jouer, elle sait qu'elle ne serait chargée que de jouer des rôles secondaires en raison d'une concurrence ardue et décide donc de travailler plutôt au théâtre de Brno,. D'après son autobiographie, son succès là-bas entraîne des conflits avec les autres acteurs, ce qui l'amène à rompre ses engagements au bout de six mois pour des raisons de santé. Elle retourne ensuite à Munich pendant six mois pour récupérer,. Malgré l'insistance de sa mère, elle retourne jouer à Nuremberg où elle est engagée pendant un an,. Ensuite, elle joue à Francfort, Berne, Zurich, Mayence et Karlsruhe,. Après être retournée à Munich afin de rendre visite à sa mère, elle reçoit une proposition pour un emploi intérimaire à Pest avec un salaire annuel de 3 000 florins qu'elle refuse, à la demande de sa mère,. Sa mère lui propose 50 florins par mois à vie si elle refuse le travail,, ce qui est loin de suffire à Adele,. Néanmoins, elle accepte un dernier emploi dans l'arrondissement d'Altona,. Pendant un de ses emplois, elle rencontre Emilie Stier, dont le nom de scène est Branizka, une collègue actrice avec qui elle entretient rapidement une relation amoureuse.
Malgré plusieurs engagements sur une période de plusieurs années, elle ne réussit pas à obtenir un succès durable sur scène,. La source contemporaine (1873) Der Neue Pitaval atteste qu'elle a le talent nécessaire mais attribue son manque de succès à son apparence,. Son comportement « masculin » est généralement mis en évidence, comme son tabagisme et son entourage de belles jeunes femmes.
Incapable de restreindre son train de vie, elle commence à vivre aux dépens de ses créanciers et accumule des dettes importantes à Hambourg et à Zurich tout en y travaillant. Le 9 septembre 1868, elle retourne définitivement à Munich,, avec sa petite amie Emilie, pour attendre des offres d'emploi des agents de théâtre, mais aucune proposition lui convient. Déprimée et sans le sou, elle n'a que l'allocation de 50 florins de sa mère pour vivre,,. Cet argent lui est insuffisant pour maintenir son train de vie ; elle réside dans des hôtels et des auberges avec sa petite amie et six chiens,,.

### Spitzedersche Privatbank

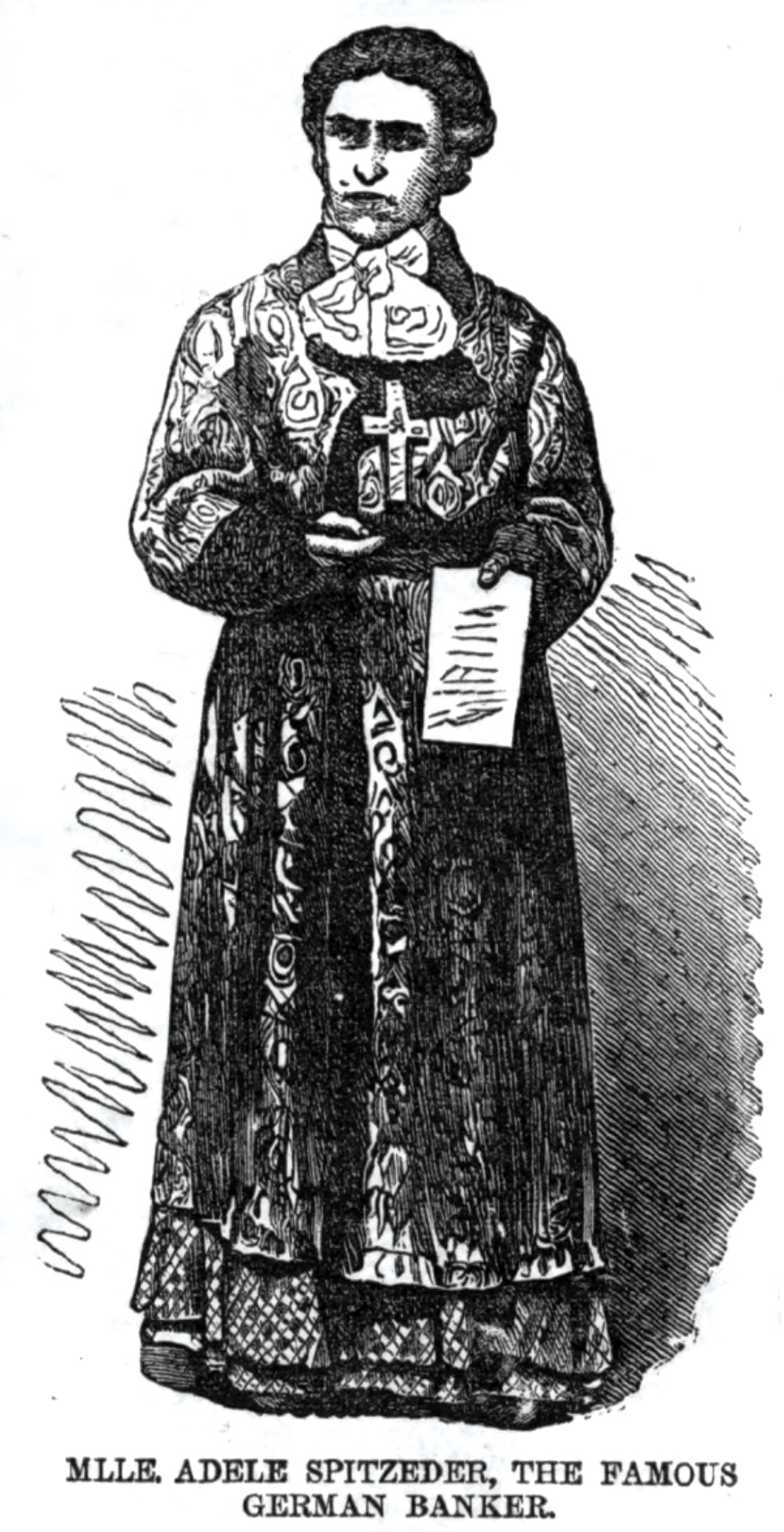
Croquis d'Adele Spitzeder dans le numéro du 15 mars 1873 du Harper's Weekly.

En manque chronique d'argent, elle s'adresse à divers prêteurs,. À la fin de 1869, elle rencontre la femme d'un charpentier dans Au, le quartier pauvre de Munich. Après avoir gagné sa confiance, Adele Spitzeder affirme qu'elle connaît quelqu'un qui lui verserait un rendement de 10 % chaque mois sur ses investissements. La femme lui donne 100 florins et reçoit immédiatement 20 florins, soit deux mois d'intérêts, avec la promesse d'un remboursement de 110 florins au bout de trois mois. Selon une histoire contemporaine dans Harper's Weekly, Adele Spitzeder place également une annonce dans le principal journal de la ville, le Münchner Neueste Nachrichten, demandant d'emprunter 150 florins avec la promesse de 10 % d'intérêt après deux mois,. Une autre source contemporaine, un article de 1872 dans le Münchner Neueste Nachrichten citant son acte d'accusation, affirme que ses premières activités de prêt d'argent commencent au printemps de 1869.

#### Croissance des affaires
Les services bancaires d'Adele Spitzeder font rapidement parler d'elle grâce au bouche-à-oreille dans les communautés pauvres de Munich qui lui font de la publicité et, bientôt, de plus en plus de gens lui versent leurs économies,. Les affaires prospèrent, Adele Spitzeder fonde en 1869 à Munich la Spitzedersche Privatbank,. Parce que ses clients sont principalement des ouvriers de la périphérie nord de Munich, en particulier de la ville de Dachau, sa banque devient également connue sous le nom de Dachauer Bank,,,. Certains agriculteurs vendent leur exploitation pour vivre uniquement des intérêts. Beaucoup de chrétiens de la classe inférieure se méfient des prêteurs d'argent juifs, préférant faire affaire avec une chrétienne, et elle doit bientôt louer des chambres supplémentaires dans son hôtel pour accueillir jusqu'à quarante employés,. Une de ses employées est Rosa Ehinger, dont la beauté et le charme sont utilisés par Adele Spitzeder pour attirer les jeunes hommes à la banque,.
Les pratiques commerciales et la comptabilité d'Adele Spitzeder sont non conventionnelles et chaotiques. L'argent est déposé dans de grands sacs et dans divers placards,,,. Le nombre de ses collaborateurs augmente jusqu'à atteindre une quarantaine, la plupart d'entre eux n'ont aucune expérience professionnelle dans le domaine bancaire,,, ils se contentent d'encaisser de l'argent, la comptabilité se limitant à enregistrer les noms des déposants et les sommes qu'ils versent, document souvent seulement signé d'une croix par ses clients analphabètes,. Son entreprise repose uniquement sur le recrutement de nouveaux clients, suffisamment rapidement, pour payer les anciens clients avec l'argent nouvellement acquis,,. Selon certaines sources, sa méthode est le premier système de Ponzi connu,. Les publications contemporaines de langue anglaise, telles que Harper's Weekly, l'appellent « l'escroquerie Spitzeder »,,. Dans sa thèse de doctorat, Hannah Davies raconte le cas de Johann Baptist Placht, qui en 1874 est inculpé pour avoir dirigé un système Ponzi à Vienne, et note que les contemporains ont comparé son modèle d'entreprise à celui d'Adele Spitzeder. Contrairement à Placht et à d'autres fraudeurs, Adele Spitzeder n'a jamais prétendu investir l'argent et n'a explicitement donné aucun titre de créance ou reconnaissance de dette, ce qui a paradoxalement conduit les clients à lui faire davantage confiance,,,.
En octobre 1871, la propriétaire de l'hôtel dans lequel elle vit et travaille ne tolère plus l'affluence des clients. Devenue proriétaire le 13 octobre, Adele Spitzeder emménage dans sa maison à deux étages avec jardin au no 9 de la rue Schönfeld,, près de l'Englischer Garten acquise pour 54 000 florins avec l'argent de ses clients,,. En comptant les employés de banque, 83 personnes travaillent chez elle, dont de nombreux courtiers qui perçoivent une commission de 5 % pour chaque nouveau client,. Elle développe rapidement son entreprise et commence à acheter et à vendre des maisons et des terrains dans toute la Bavière, achetant 17 maisons dans des emplacements de premier choix rien qu'à Munich,. Les dépôts s'élèvent chaque jour entre 50 000 et 60 000 florins et dépassent même parfois les 100 000 florins chaque jour, même après avoir réduit à 8 % par mois, à partir du milieu de l'année 1871, les intérêts payés,. La banque de dispose pas de ses propres locaux,. En 1871, Adele Spitzeder est en possession de plusieurs millions de florins et d'œuvres d'art évaluées elles aussi à plusieurs millions,. Ses transactions financières au cours des dernières années, si l'on en croit les autorités criminelles de Bavière, dépassent en audace et en ampleur celles de la plupart des grands financiers douteux de l'époque moderne,.

#### Conflits avec les autorités et concurrence
À partir de 1871, les autorités tentent de trouver des raisons légales de suspendre son activité, mais comme elle remplit ses obligations envers ses clients conformément à sa promesse, elle évite une intervention officielle. Alors que la ville de Munich commence à la qualifier de « Bankier 2. Klasse » (« banquière de deuxième classe »), elle refuse catégoriquement et avec succès de s'inscrire au registre des sociétés (de),. En 1872, le tribunal de commerce de Munich décide qu'elle doit inscrire son entreprise dans le registre des sociétés, révisant sa décision antérieure, qui comprenait des règles sur la bonne comptabilité. Étant donné que la décision du tribunal ne s'applique qu'à son entreprise de prêt d'argent, pour contourner cette décision, elle cesse de prêter à titre personnel, se concentre sur les emprunts d'argent et autorise ses employés à prendre de l'argent à la banque et à le prêter à des clients sous leur propre nom. Certains de ses employés profitent de cette occasion pour s'enrichir, comme Franz Wagner, un commis aux écritures avec un salaire mensuel de 60 florins, qui achète ensuite une maison pour 59 000 florins,.
Le succès de la Dachauer Bank conduit des clients à retirer de grandes quantités de fonds d'autres banques, en particulier la Sparkasse, menaçant son existence. La direction de la Sparkasse de Munich discute pour la première fois de la concurrence d'Adele Spitzeder en mai 1871, après avoir perdu quelque 50 000 florins au profit de la banque administrée par celle-ci,. À l'automne de 1872, le ministre bavarois de l'Intérieur doit informer le roi que la Sparkasse d'Altötting est contrainte de recourir à des mesures drastiques pour rembourser tous ses clients qui souhaitent réinvestir chez Adele Spitzeder. Le 29 octobre 1872, le président du gouvernement de Haute-Bavière signale que le montant élevé des retraits pourrait obliger la Sparkasse d'Ingolstadt à demander le paiement de ses dettes pour pouvoir répondre aux demandes de remboursement. Des rapports similaires de retraits à grande échelle sont signalés par la Sparkasse de Traunstein et de Mühldorf. En conséquence, le ministère bavarois de l'Intérieur fait des annonces importantes dans un grand journal le 30 octobre et le 5 novembre 1872, avertissant les clients et les encourageant à ne plus investir chez Adele Spitzeder. Le 7 novembre 1872, la police de Munich publie également une longue déclaration détaillant le manque de fiabilité de la banque,.

#### Image publique

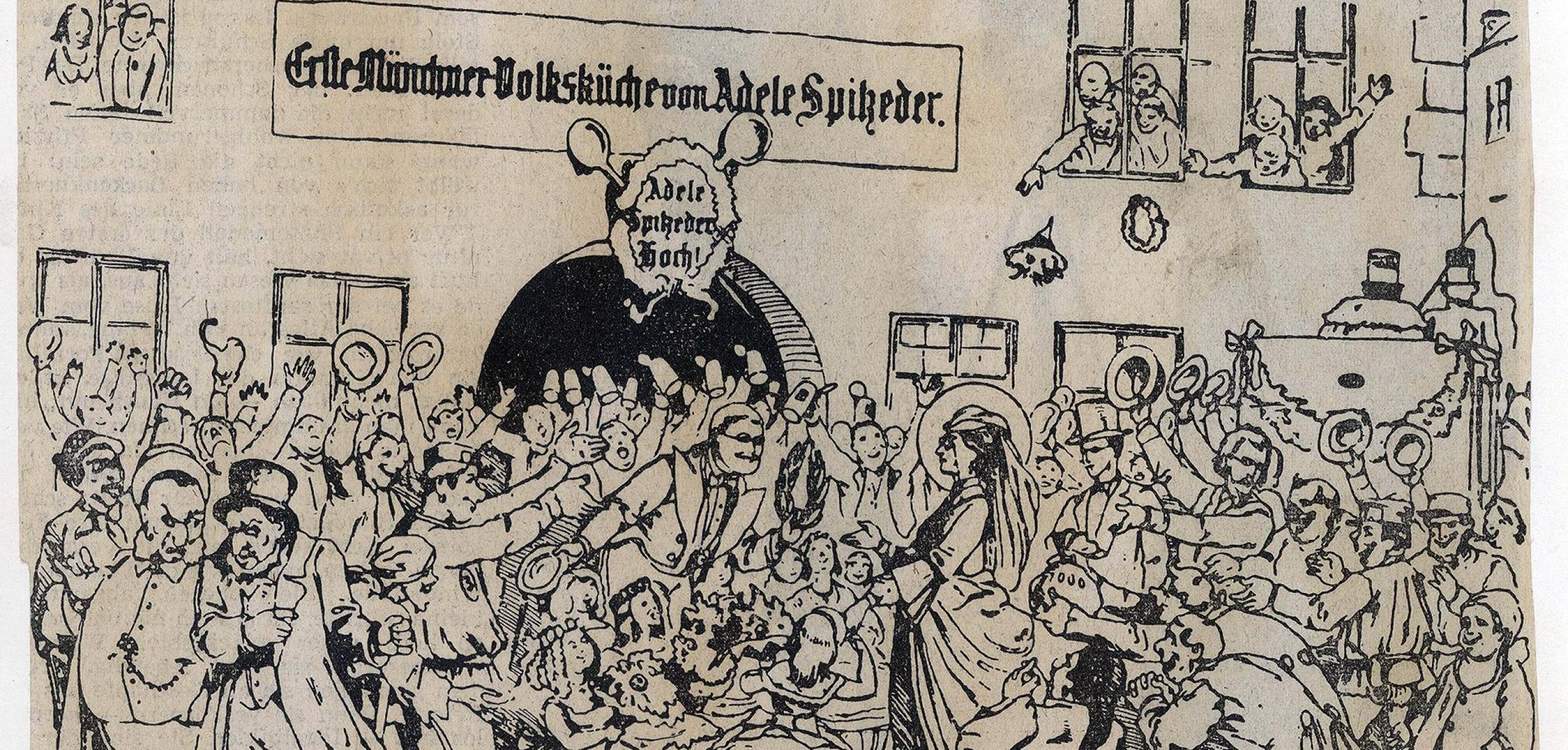
Caricature d'Adele Spitzeder ouvrant une de ses soupes populaires, du.

Adele Spitzeder cultive l'image d'une femme déterminée et pieuse, soucieuse du bien-être public,. Pendant les heures où elle travaille comme banquière à sa maison dans la rue Schönfeld, on la voit souvent assise sur une chaise en cuir surélevée au milieu de son bureau de banque, portant une chemise de nuit rouge et une croix autour de son cou, signant de manière démonstrative des notes pour l'argent qu'elle reçoit. Dans les couloirs du bâtiment, des coupures de presse critiques du Münchner Neueste Nachrichten sont affichées afin de démontrer qu'elle n'a rien à craindre d'une telle couverture. Des clients, dans de longues files d'attente, sont souvent divertis par des groupes musicaux jouant à l'extérieur de la banque et elle fournit gratuitement des repas et des boissons à la taverne « Wilhelm Tell » à côté,. Elle n'autorise les dépôts qu'après le traitement de tous les paiements, ce qui peut souvent durer jusqu'à midi, créant ainsi de longues files d'attente de clients, ce qui renforce leur impression selon laquelle ils devraient se considérer comme chanceux d'être autorisés à lui verser de l'argent. Les clients qui la contactent sont traités avec un langage grossier et direct, Adele Spitzeder leur disant qu'elle ne les a pas appelés et qu'elle ne leur donnerait aucune garantie,,. Son honnêteté affichée, combinée à ses avertissements démonstratifs et l'accent mis sur le divertissement de ses clients, lui permettent d'améliorer son statut auprès des gens ordinaires,.
Adele Spitzeder fait de généreuses donations à l'Église, ostensiblement pour la charité, et participe à des pèlerinages réguliers au sanctuaire Notre-Dame d'Altötting,. Chaque fois qu'elle s'aventure dans l'arrière-pays, elle offre à la foule — qui l'accueille souvent avec des acclamations et des cadeaux — de la bière et des collations copieuses. Elle ouvre également la Münchner Volksküche (cuisine populaire de Munich) au Platzl, une taverne fournissant de la bière et de la nourriture à des prix réduits et pouvant accueillir jusqu'à 4 000 clients, renforçant son image en tant qu'« ange des pauvres ». Au total, elle ouvre et exploite douze de ces soupes populaires. Bien que financées par de l'argent volé, ses initiatives philanthropiques renforcent son image publique. Son comportement pieux persuade également le clergé catholique local de soutenir ses efforts, lui amenant de nouveaux clients et la protégeant des critiques du gouvernement,,,.
La publicité générée par Adele Spitzeder attire rapidement l'attention des journaux locaux. La première de ses critiques vient du journal libéral Münchner Neueste Nachrichten qui, en 1870, commence à qualifier Adele Spitzeder de fraudeuse et continue à remettre en question son honnêteté et ses pratiques commerciales jusqu'à la fin. En réaction à cela, elle place une annonce dans tous les grands journaux — à l'exception du Münchner Neueste Nachrichten, qui refuse de l'imprimer — défiant ses détracteurs de démontrer qu'elle incite ses clients à lui donner de l'argent ou qu'ils sont désavantagés. Après avoir essayé de mettre fin aux critiques du Münchner Neueste Nachrichten en tentant, en vain, de soudoyer son rédacteur en chef August Napoleon Vecchioni, Adele Spitzeder se tourne vers le principal rival du journal, le Volksbote, catholique-conservateur. Ce journal, dont le tirage est similaire à celui du Münchner Neueste Nachrichten, connaît de graves difficultés financières qu'il résout grâce à un prêt de 13 000 florins contracté auprès d'Adele Spitzeder ; à son tour, le Volksbote répond à chaque critique du Münchner Neueste Nachrichten. D'autres journaux catholiques conservateurs, en particulier Das Bayerische Vaterland, publié par Johann Baptist Sigl, la soutiennent également et décrivent la critique d'Adele Spitzeder comme des tentatives de la « capitale juive » de discréditer une femme pieuse et travailleuse, puisant ainsi dans l'antisémitisme,, de l'époque.
À partir de 1871, Adele Spitzeder commence à publier ses propres journaux,,. Elle obtient la propriété du Süddeutscher Telegraph, du Neue Freie Volkszeitung et de l'Extrablatt lorsque leurs éditeurs respectifs n'arrivent pas à rembourser leurs prêts. De plus, elle fonde son propre journal, le Müncherer Tageblatt. Sa popularité en dehors des murs de la ville est considérablement augmentée lorsqu'elle accorde à Theophil Bösl, l'éditeur du Freier Landesboten, un prêt de 14 000 florins et que Bösl lui donne en retour, par écrit, l'assurance de ne pas critiquer son activité. Une couverture médiatique positive dans le Landesboten conduit un grand nombre de clients à se rendre à Munich pour investir avec la banque Dachauer.
Adele paie également des écrivains pour faire l'éloge de sa personne et de son entreprise. Elle a à sa solde trois rédacteurs du parti catholique et sept du parti libéral-national.

#### Faillite et accusations criminelles
Adele Spitzeder résiste pendant quelque temps aux pressions exercées contre elle par les autorités et le Münchner Neueste Nachrichten, principalement parce que les lois bancaires et les réglementations financières sont inexistantes et parce que quelques années auparavant, la Bavière a adopté une législation qui a permis à presque toutes les entreprises de fonctionner avec très peu de surveillance. En février 1872, une tentative du Münchner Neueste Nachrichten de la discréditer amène de nombreux clients à demander le remboursement de leurs investissements, mais entraîne également une augmentation du nombre de nouveaux clients,. En mars 1872, le directeur de la police de Munich doit admettre que l'attaque, dont la police espérait qu'elle mettrait fin aux affaires d'Adele Spitzeder, a échoué. Le Münchner Neueste Nachrichten commence une nouvelle offensive médiatique contre Adele Spitzeder à l'automne de 1872, répétant les avertissements des autorités, expliquant les manières possibles dont le gouvernement pourrait intervenir et prophétisant la disparition immédiate de la banque.
« Ich bin die Göttin des Dachauerbankschwindels, Du sollst keine anderen Banken neben mir haben. »
—  Die Zehn Gebote der Adele Spitzeder (Les dix commandements d'Adele Spitzeder).
        
« Je suis la déesse de l'arnaque bancaire de Dachau, tu n'auras pas d'autres banques à côté de moi. »

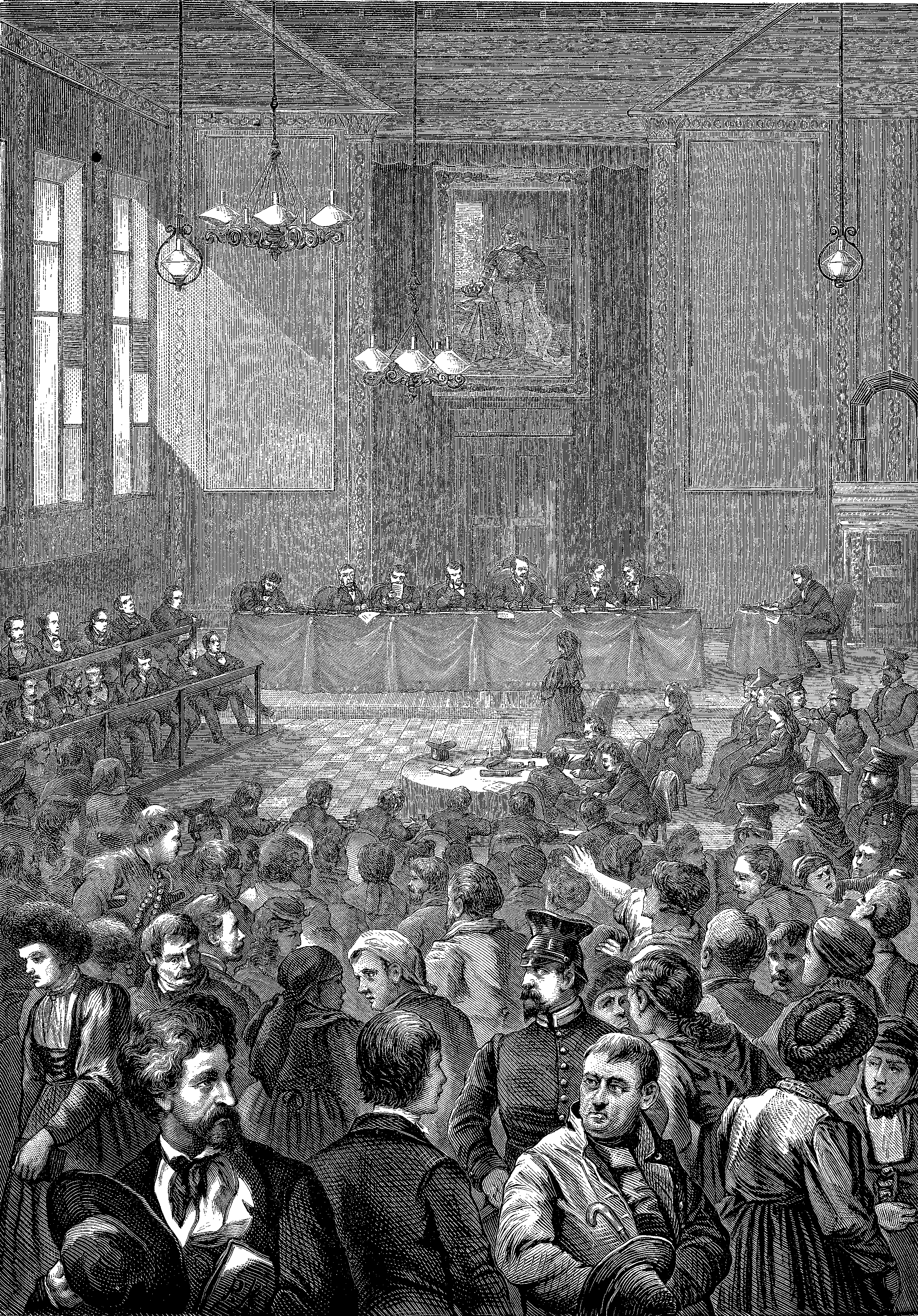
Procès d'Adele Spitzeder.Gravure de Peter Krämer dans un numéro du périodique Über Land und Meer daté de 1873.

En novembre 1872, les retraits dépassent clairement les investissements, forçant Adele Spitzeder à les limiter à une heure par jour entre six et sept heures du matin, sauf les mercredis et samedis. Les autorités policières réussissent à convaincre quarante créanciers de présenter ensemble leurs créances au tribunal de district, qui ordonne ensuite un examen des livres de la banque,. Le 12 novembre 1872, Adele Spitzeder est arrêtée pour escroquerie,,, ; une commission d'enquête de cinq personnes arrive à la banque pour effectuer l'audit ordonné par le tribunal. De plus, une soixantaine de clients, organisés par des banques privées rivales, visitent sa résidence et exigent tout leur argent, ce qui est plus que ce dont Adele Spitzeder dispose, entraînant en conséquence l'effondrement de la banque,,.
Adele Spitzeder fait cadeau à Rosa Ehinger de 50 000 florins,,. Rosa tente de s'enfuir avec l'argent mais les deux femmes sont arrêtées et l'argent est saisi,. La maison d'Adele Spitzeder est mise sous scellé par les forces de l'ordre, les soldats et les policiers étant placés sur les lieux pour sauvegarder les éléments de valeur restants et empêcher les actes de destruction éventuels commis par la population. Tout au long de l'existence de sa banque, 32 000 clients ont été escroqués de 38 millions de florins, soit environ 400 millions d'euros en 2017,,. Après examen par l'administrateur judiciaire, les actifs récupérés ne recouvrent que 15 % des investissements à rembourser,. Des milliers de personnes perdent tout ce qu'elles ont, il s'ensuit une vague de suicides,.
Adele Spitzeder et ses consorts comparaissent le 14 juillet 1873 devant la cour d'assises de Munich. En plus d'Adele, Rose Ehinger, Jacques Nebel (domestique chez Adele), Marie Pregler (co-accusée, cuisinière chez Adele) et George Pregler (co-accusé, commissionaire chez un négociant) sont interrogés. Le tribunal lui reproche de ne pas avoir rédigé de livres de comptes, d'avoir illégalement mis des biens de côté et d'avoir également gaspillé de l'argent de manière excessive,. Le nombre des jurés est de quinze. Au cours du procès, 139 témoins sont entendus. Le 20 juillet 1873, elle est condamnée à trois ans et dix mois de prison pour faillite frauduleuse,. Elle n'est pas déclarée coupable de fraude en soi parce que son plan d'affaires ne répond pas à la définition de fraude prévue par la loi. Pendant et après le procès, elle refuse de reconnaître tout acte répréhensible et soutient que son entreprise était parfaitement légale. L'absence d'exigences légales en matière de comptabilité et le fait qu'elle n'ait jamais annoncé de titres sont acceptés comme circonstances atténuantes,. Rosa Ehinger est condamnée à six mois d'incarcération pour avoir aidé Adele Spitzeder,,. Nebel est condamné à six mois d'incarcération et trois autres personnes à des peines inférieures.
Pour des raisons de santé, Adele Spitzeder est autorisée à rester dans la prison de la rue Baaderstraße, à Munich, où elle rédige ses mémoires,,.

### Fin de vie et mort
Adele Spitzeder est libérée de prison le 9 septembre 1876,,, en mauvaise santé, hémiplégique et incapable de monter seule les escaliers. Pendant et après son séjour en prison, ceux qui en avaient profité l'abandonnent et les journaux qui la défendaient auparavant gagnent de l'argent en publiant des articles détaillés à son sujet. Cependant, certains anciens clients, malgré leurs pertes, l'aident ; elle trouve un logement avec la veuve d'un juge et reçoit de l'argent. Son médecin lui prescrit un séjour au sanatorium de Baden où elle se rend aux frais de ses bienfaiteurs. Peu de temps après son arrivée, elle est entourée de fans et reçoit de la publicité dans les journaux locaux. Elle vit à Baden pendant dix mois où elle commence à écrire de la musique pour piano,,. Elle rencontre le directeur d'un théâtre à Altona qui lui propose un rôle d'invitée mais elle est reçue négativement. Le journal local Altonaer Generalanzeiger commande la production de petits sifflets qu'il vend sous le nom de « sifflets Spitzeder » pour que les gens les utilisent lors de sa prochaine représentation,. Adele Spitzeder refuse cependant de jouer à nouveau sur la scène d'Altona et quitte la ville pour Berlin, où les gens l'attendent en espérant voir la célèbre fraudeuse. Cependant, avant qu'elle ne puisse jouer, la police de Berlin empêche sa représentation et la contraint à quitter la ville le jour même, alors elle retourne à Munich. Ne pouvant plus trouver de travail en Allemagne, elle part pour Vienne mais les autorités y interdisent tout contact entre elle et le directeur du théâtre.
Elle se produit en tant que chanteuse folk sous le nom d'Adele Vio,,,,. En 1878, elle publie ses mémoires, intitulés Geschichte meines Lebens (Histoire de ma vie),,,,. Elle y formule des projets à réaliser après sa libération de prison, tels que l'ouverture d'une brasserie à Au, d'un grand restaurant dans l'ouest de Munich et d'un hippodrome près du château de Nymphenburg ; aucun de ces projets ne s'est concrétisé,,.
Après avoir publié ses mémoires, elle recommence à émettre des billets à ordre qui contiennent désormais des avertissements explicites qu'elle ne fournit aucune garantie et que le créancier renonce à tout droit de remboursement si elle n'est pas en mesure de les rembourser. Elle est arrêtée le 13 février 1880 avec sa nouvelle compagne, Marie Ridmayer,. Infirmière,, elle avait pris soin d'Adele après sa libération de prison. Cependant, les procureurs locaux estiment que les personnes qui étaient toujours disposées à lui donner de l'argent après tout ce qui s'est passé n'ont pas besoin d'être protégées et Adele Spitzeder est libérée.
La surveillance permanente de la police est trop dure à supporter et elle continue donc à jouer le rôle d'Adele Vio, subsistant en partie grâce à des amis et des bienfaiteurs,,. Elle reçoit également les 50 florins mensuels que sa mère lui fournit. Elle commet des escroqueries mineures qui entraînent de nouveaux procès et des périodes d'incarcération.
Adele Spitzeder meurt seule et pauvre, d'un arrêt cardiaque à Munich le 27 ou 28 octobre 1895,,, à l'âge de 63 ans et est inhumée dans la concession de sa famille à l'ancien cimetière du Sud de Munich avec ses parents,,,. Sa famille change son nom à titre posthume en Adele Schmid,.

## Vie privée

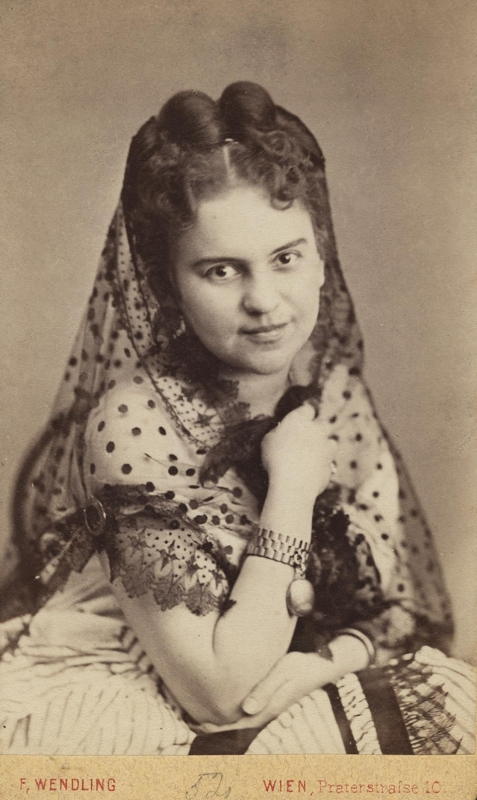
Josefine Gallmeyer, la première compagne d'Adele Spitzeder.

Adele Spitzeder ne s'est jamais mariée et elle a rejeté de nombreuses propositions de mariage, y compris celles d'hommes de l'aristocratie. Malgré son attitude chrétienne démonstrative à une époque où la doctrine catholique officielle déclarait l'homosexualité comme étant un péché, elle a tendance à avoir un entourage composé principalement de jolies jeunes femmes. La première relation documentée d'Adele Spitzeder a lieu pendant son séjour à Brno avec l'actrice Josefine Gallmeyer. Cependant, comme Gallmeyer s'ennuie rapidement avec elle, cette relation prend rapidement fin et Adele Spitzeder quitte Brno pour Munich. À un moment donné au cours de sa carrière d'actrice, elle rencontre Emilie Stier (nom de scène Branizka) avec qui elle revient à Munich en 1868. Au cours de son procès, le président du tribunal souligne la relation intime entre les deux femmes, qui partageaient un lit « poitrine contre poitrine »,,.
La relation se poursuit dans la carrière bancaire d'Adele Spitzeder que Stier soutient activement, avec le Münchner Neueste Nachrichten dénonçant bientôt « deux filous qui prennent l'argent des gens »,. Cependant, la relation amoureuse se termine brusquement quand, après une dispute, Stier quitte les lieux ; la raison de leur conflit est inconnue à ce jour. Déprimée par la fin de la relation, Adele Spitzeder se retire dans ses appartements mais, ses clients, désireux de pouvoir réinvestir dans sa banque, prennent soin d'elle jusqu'à ce qu'elle se rétablisse.
À la recherche d'une nouvelle compagne, Adele Spitzeder publie dans les journaux locaux une annonce pour une Gesellschafterin (« dame de compagnie »), un code connu pour désigner les femmes à la recherche d'une partenaire romantique féminine,. Parmi un grand nombre de demandeuses, elle choisit une Française qui, apparemment, ne comprend pas le code et quitte donc sa maison après seulement quelques semaines. Peu de temps après, Rosa Ehinger emménage dans la maison voisine avec sa mère. Originaire d'Augsbourg, Rosa rêve de devenir actrice, alors Adele Spitzeder, de 19 ans son aînée, emmène la jeune femme, qui commence bientôt à travailler dans sa banque, et la comble de cadeaux somptueux,. Cependant, après l'arrestation d'Adele Spitzeder, Rosa Ehinger la désavoue et nie avoir eu une relation amoureuse avec elle. Rosa tente même de faire valoir que le paiement de 50 000 florins constitue des dommages-intérêts pour le préjudice qu’elle a subi du fait des rumeurs concernant son homosexualité, mais elle est tout de même condamnée à rembourser la somme en totalité.
Après sa sortie de prison, Adele Spitzeder est prise en charge par Marie Ridmayer, qui est à nouveau décrite comme sa Gesellschafterin et qui l'accompagne à Bad Wildbad.

## Comparaison avec Bernard Madoff
Selon Hans-Werner Sinn, « Adele Spitzeder est devenue une personnalité célèbre qui, comme Madoff, était réputée pour ses généreuses contributions caritatives ».

## Dans la culture populaire

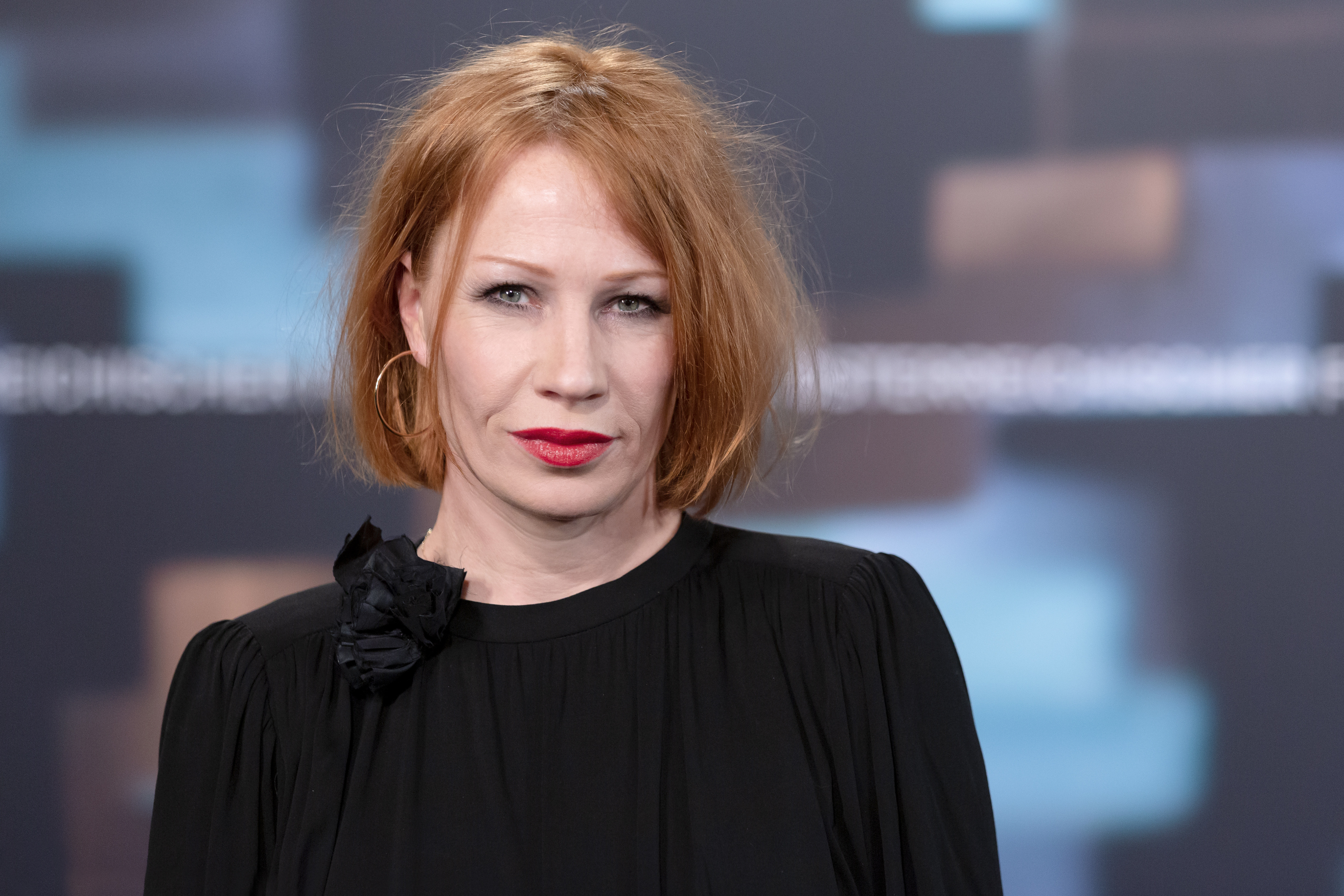
Birgit Minichmayr en 2019.Elle a interprété le rôle d'Adele dans le téléfilm Die Verführerin Adele Spitzeder diffusé pour la première fois en 2012.

Gabriel Gailler met en scène l'histoire d'Adele Spitzeder sous forme de pièce pour marionnettes au début des années 1870,. En 1966, Reinhard Raffalt écrit la pièce Das Gold der Bayern pour le Bayerisches Staatsschauspiel. Créée au théâtre des Cuvilliés, elle raconte une histoire fictive de la vie de Spitzeder avec un roi fictif (Louis le Lion) qui met fin à la supercherie de Spitzeder.
En 1972, Martin Sperr écrit un téléfilm réalisé par Peer Raben et dans lequel Ruth Drexel joue le rôle d'Adele Spitzeder, et Ursula Strätz celui d'Emilie Stier. La pièce Die Spitzeder de Sperr est jouée pour la première fois le 11 septembre 1977. En 1992, le Bayerischer Rundfunk diffuse le documentaire Adele Spitzeder oder das Märchen von den Zinsen de Hannes Spring. Xaver Schwarzenberger adapte de nouveau l'histoire sous la forme d'un téléfilm intitulé Die Verführerin Adele Spitzeder . Il est produit par le Bayerischer Rundfunk et l'ORF, avec Birgit Minichmayr dans le rôle d'Adele Spitzeder et est diffusé pour la première fois le 11 janvier 2012,,.

## Publication
- (de) Adele Spitzeder : Geschichte meines Lebens. Stuttgarter Verlagscomptoir, Stuttgart, 1878 (original disponible sous forme de livre électronique) ; réimprimé en 1996 par Buchendorfer Verlag, Munich,  (ISBN 978-3-927984-54-7)

### Citations originales
1. ↑  (de) « Adele Spitzeder wurde am 9. Februar 1832 als siebtes Kind des Opernsängers Josef Spitzeder (1796-1832) und als erstes Kind der Opernsängerin Betty Vio (1808-1872) in Berlin geboren. »
2. ↑  (de) « Für den Vater war es schon die zweite Ehe, war er doch vorher mit der Sängerin Henriette Schüler (1800-1830) verheiratet, die ihm sechs Kinder schenkte. »
3. ↑  (de) « 1830 ging sie nach Berlin, wo sie am Königsstädtishen Theater Joosef Spitzeder kennenlernte, den sie 1831 in der Hedwigskirche heiratete. »
4. ↑  (de) « Trotz dieser Erfolge und seiner Beförderung zum Regisseur (1829) verließ S. aber im Jahre 1832 das königstädtische Theater, mit dessen Leiter er zuguterletzt einen erbitterten Federkrieg geführt hatte, und trat als Mitglied in den Künstlerverband des Münchener Hof- und Nationaltheaters, wo er als Gast ein Jahr vorher Triumphe gefeiert hatte. »
5. 1 2  (de) « Der sonst so sparsame bayerische König Ludwig I. hatte offensichtlich einen Narren an der Familie Spitzeder gefressen, denn erst stimmte er dem jährlichen Spitzengehalt des Sängerpaares von 6.000 Gulden zu, und nach dem plötzlichen Tod des Vaters half er der jungen Witwe, indem er die Ausbildung der Kinder finanzierte. »
6. ↑  (de) « Der sonst so sparsame König Ludwig I. stimmte dem jährlichen Spitzengehalt von 6000 Gulden für die beiden sofort zu. »
7. ↑  (de) « 1833 zog die Familie Spitzeder von Berlin nach München. »
8. ↑  (de) « Nach dem frühen Tod des Vaters in München und dem Umzug mit der Mutter nach Wien besuchte S. dort seit 1840 eine Höhere Mädchenschule und wechselte im Jahr darauf in ein klösterliches Internat. »
9. ↑  (de) « Im Alter von 12 Jahren konnte sie ihre Mutter überzeugen, gemeinsam (Bettys zweite Ehe mit Franz Maurer wurde bereits nach einem Jahr geschieden) wieder nach München zu übersiedeln, wo Adele mit den Söhnen ihrer Tante erzogen wurde. »
10. ↑  (de) « Mit sechzehn kam sie dann für zwei Jahre in das damals sehr bekannte Institut der Madame Tanche, in welchem sie endlich guten Unterricht erhielt. »
11. ↑  (de) « Von 1848 bis 1850 besuchte Adele in München das "Institut der Madame Tanche", später die "Neumayersche Erziehungsanstalt" genannt, zumal sie in Wien nach eigenen Aussagen nicht viel gelernt hatte, allerdings auch, weil sie hinsichtlich des Lernstoffes faul und uninteressiert war und daher noch mit 12 Jahren kaum lesen und schreiben konnte. »
12. ↑  (de) « Sie beschäftigten sich gemeinsam mit der englischen Sprache und der Astronomie. »
13. ↑  (de) « Bei den häufigen Musikabenden wurde Adele oftmals gebeten, ihre eigenen "Pieces" zu Gehör zu bringen, da sie, nach eigenen Angaben, am Pianoforte und in der Komposition von Professor Eduard Föckerer Unterricht erhalten hatte. »
14. ↑  (de) « Anschließend begann sie eine Gesangsausbildung, beschloß dann aber, Schauspielerin zu werden, und nahm Unterricht bei den Münchner Hofschauspielerinnen →Constanze Dahn (1814–94) und →Charlotte v. Hagn (1809–91). »
15. ↑  (de) « Sie debütierte in Koburg am 28. Oktober 1856 als „Deborah“, am 4. November als „Maria Stuart” und war fpäter in Mannheim, Münden, Brünn, Nürnberg und Frankfurt als Schaufpielerin engagiert. »
16. ↑  (de) « Die Tochter des Sangerchepaars Joseph S. und Betty Spitzeder-Vio wurde im Gesang ausgebildet und erhiert Schauspielunterricht, gab 1856 ihr Debüt als Schauspielerin in Coburg un war dann in Mannheim, München, Brünn, Nürnberg, Frankfurt, Karlsruhe und Altona engagiert. »
17. ↑  (de) « Nach einem Debüt am Coburger Hoftheater 1857 folgten Gastspielaufenthalte und kurze Engagements in Mannheim, München, Brünn, Nürnberg, Stuttgart, Frankfurt/M., Bern, Zürich, Mainz, Karlsruhe und Altona. »
18. ↑  (de) « Erste Unterstützung fand sie bei ihrer Mutter, die bereit war, ihr monatlich 50 fl. zu zahlen, womit Adele jedoch bei weitem nicht auskam. »
19. ↑  (de) « Ein wenig schönes, eckiges Gesicht mit groben Zügen, aus dem eine lange, breitflügelige Nase hervorsteht; breit ist der Mund, spitz das Kinn, die grauen Augen von schwer zu bedeutendem Ausdruck, ein richtiges Mannsweib. »
20. ↑  (de) « Von der Schuldnerin zur Bankiersfrau Im Herbst 1868 kehrt Adele Spitzeder – sie ist bereits sechsunddreißig – endgültig nach München zurück. »
21. ↑  (de) « Sie wandte sich in ihrer chronischen Geldnot an diverse Geldverleiher. »
22. ↑  (en) « All of them contained offers of sums of one hundred an fifty florins, and not a few of them of much larger amounts, at ten percent interest for two months. »
23. ↑  (de) « Das Geschäft florierte, 1869 gründete Spitzeder in München sogar die "Spitzedersche Privatbank". »
24. ↑  (de) « Unter Adeles Kunden waren viele Arbeiter der Giesinger Lederfabrik, die aus Dachau stammten, so kam es zu der scherzhaft gemeinten Bezeichnung "Dachauer Bank", die aber bis zum Ende erhalten blieb. »
25. ↑  (en) « While Rosa's youth, beauty, and vivacity attract attention from impressionable young men, and ultimately their deposits, Adele betakes to devotion. »
26. ↑  (de) « In einer Wohnung wurden Säcke mit Geld deponiert »
27. ↑  (de) « und die wachsende Zahl ihrer Mitarbeiter, zum Schluss waren es um die 40, besaß überwiegend keine beruflichen Erfahrungen im Bankgeschäft. »
28. ↑  (en) « The Spitzeder swindle involved the court, the Church, and the presse of Munich in one common shame. »
29. ↑  (en) « Unlike the latter, however, she did not claim to be investing the money in stocks and never gave any indication as to how she intended to turn a profit. »
30. ↑  (de) « Anfang Oktober 1871 zog Adele Spitzeder in ihr erworbenes und "schön möblierte", "lichtgelb" angestrichenes, zweistöckiges Haus mit rückseitig angrenzendem Garten an der Schönfeldstraße Nr. 9 ein. »
31. ↑  (de) « Bald war sie so reich, dass sie für 54 000 Gulden ein Palais in der Schönfeldstraße erwerben konnte, in dem goldlivrierte Portiers den Einlass regelten und mehrere Geldsortierer Banknoten und Münzen zählten. »
32. ↑  (de) « Sie hat 83 Angestellte, darunter viele Kreditvermittler, die für jeden Neukunden fünf Prozent Provision erhalten. »
33. ↑  (de) « Die Einlagen betrugen täglich zwischen 50 000 und 60 000 fl. und beliefen sich manchmal sogar auf über 100000 fl. Die Zinsen hatte sie etwas gesenkt: sie betrugen seit Mitte 1871 „nur“ noch 8% im Monat, 96% im Jahr. »
34. ↑  (en) « The compagny, which was known as the "Dachauer Bank" and had no premises of its own, was initially very successful. »
35. ↑  (en) « Her financial transactions during the past few years, if we may believe the criminal authorities of Bavaria, exceed in boldness and magnitude those of most of the noted questioable financiers of moder times, including those of the famous John Law »
36. ↑  (de) « Sie überstand im Frühjahr 1871 erste öffentliche Angriffe, wurde von der Stadt München nun als Bankier 2.Klasse besteuert, lehnte eine Eintragung ins Handelsregister jedoch kategorisch und mit Erfolg ab. »
37. ↑  (de) « Im Mai 1871 diskutierte der Magistrat erstmals über die Wucherzinsen der Privatbankerin, denn die Sparkasse, traditionell im Besitz der Stadt, meldete starke Einbußen (die Rede war von 50.000 Gulden, die man an die Spitzedersche Bank verloren hätte). »
38. ↑  (de) « Aus ihren Erkenntnissen zogen die Behörden praktische Konsequenzen: Am 30.Oktober und am 5.November warnte das bayerische Innenministerium in einer in den großen Zeitungen abgedruckten Entschließung vor der weiteren Einlage von Geldern in der Dachauer Bank, am 7. November tat dies auch die Münchener Polizeidirektion in einer längeren Erklärung, in der sie zunächst die Unseriosität des Spitzederschen Geschäfts darlegte. »
39. ↑  (de) « Hier sticht vor allem die Zeitung "Das Bayerische Vaterland" unter deren Chefredakteur Johann Baptist Sigl hervor, der nicht nur die karitative Seite Adele Spitzeders hervorkehrt, sondern die Dachauer Bank auch als Bollwerk gegen jüdischen Zinswucher preist. »
40. ↑  (en) « She founded a daily newspaper of her own ; and to increase her popularity she was not only most lavish in her charities, but established twelve soup-houses for the poor of Munich. »
41. ↑  (de) « Erst als die Polizeibehörde 40 Gläubiger dazu bewegen konnte, ihre Forderungen gemeinsam dem Bezirksgericht zu präsentieren, wurde die Vermögensüberprüfung angeordnet und mit dem eingangs geschilderten Ergebnis abgeschlossen. »
42. ↑  (de) « Am 12. November 1872 wurde Spitzeder wegen Vorwurf des Betrugs verhaftet. »
43. ↑  (de) « Die Spitzeder wurde am 12. November 1872 wegen Betrugs verhaftet. »
44. ↑  (de) « Ihre Gegner mobilisierten rund 60 Kunden, die ihr Geld auf einen Schlag zurückforderten – ein echter Stresstest sozusagen. Die Bankerin konnte nicht zahlen, die „Spitzeder’sche Privatbank“ crashte. »
45. ↑  (de) « Zurück bleiben 32 000 geschädigte Kunden, die Forderungen von 38 Millionen Gulden geltend machen - umgerechnet 400 Millionen Euro. »
46. ↑  (de) « Der Insolvenzverwalter findet lediglich Vermögenswerte, die 15 Prozent der Forderungen ausmachen. »
47. ↑  (de) « Tausende Menschen verlieren alles, was sie haben, es kommt zu einer Welle von Selbstmorden. »
48. ↑  (de) « Das Gericht warf ihr vor, keine Handelsbücher geschrieben, ferner widerrechtlich Vermögen beiseite geschafft und zudem übermäßig Geld verschwendet zu haben. »
49. ↑  (de) « Am 20. Juli 1873 verurteilte man sie wegen betrügerischen Bankrotts zu einer Haftstrafe von drei Jahren und zehn Monaten. »
50. ↑  (en) « The bank is proved to have been a systematic swindle from first to last ; thousands of small capitalists and other poor people are irretrievably ruined ; and yet, after being tried at Munich, the pions Adele was sentenced to only three years' imprisonment, while Rosa's charms are to be concealed from the public eye for only six months. »
51. ↑  (de) « Und nach drei Jahren Haft und beinahe zehn Monaten Untersuchungshaft durfte Adele Spitzeder im Frühherbst des Jahres 1876 das Gefängnis in der Baaderstraße verlassen. »
52. 1 2  (en) « She was released on September 9, 1876. Spitzeder then spent ten months in a Baden sanatorium, often surrounded by adoring fans, for whom she composed and performed at the piano. »
53. ↑  (de) « Altonaer Generalanzeiger ließ kleine Pfeifen herstellen, nannte sie SpitzederPfeiferln und verkaufte diese für die nächste Aufführung. »
54. ↑  (en) « Latterly she performed as a folk singer under the name "Adele Vio." »
55. ↑  (en) « She published Geschichte meines Lebens (1878). »
56. ↑  (de) « Im Gefängnis schrieb die Spitzeder ihre Memoren, die sie 1878 unter dem Titel "Geschichte meines Lebens" veröffentlichte. »
57. ↑  (de) « In der Au wollte sie eine Brauerei und im Westen der Stadt ein Großrestaurant, die Westendhalle, eröffnen. In Nymphenburg sollte eine Pferderennbahn entstehen. »
58. ↑  (de) « 13. Februar 1880 wurde Adele Spitzeder samt ihrer Gesellschafterin Marie Ridmayer von der Polizei verhaftet und befragt »
59. ↑  (en) « On February 13, 1880, she was arrested with Marie Riedmayer, who had been her nurse and companion since her release from prison. »
60. ↑  (de) « Die Familie hat nach ihrem Tod eine Namensänderung durchgesetzt. Aus Adele Spitzeder wurde posthum Adele Schmid »
61. ↑  (de) « « Brust an Brust » kommentierte das später der Ober-Präsident des Schwurgerichts. »
62. ↑  (de) « « ... Gesellschafterin », ein Code, der von Eingeweihten durchaus verstanden wurde. Adele war ja auch eine gute Partie ... »
63. ↑  (de) « Adele Spitzeders Leben wurde mehrfach künstlerisch verarbeitet, so zu Beginn der 1870er Jahre von Gabriel Gailler (1838-1917) zu einem Marionettenstück und 1972 von Martin Sperr (1944-2002) unter der Regie von Peer Raben (1940-2007) zu einem Fernsehspiel mit Ruth Drexel (1930-2009) in der Titelrolle. »
64. ↑  (de) « Das Theaterstück "Die Spitzeder" von Martin Sperr hatte am 11. September 1977 seine Premiere. 2010 erfolgte mit Birgit Minichmayr (geb. 1977) in der Hauptrolle und unter der Regie von Xaver Schwarzenberger (geb. 1946) mit dem Originaltitel "Die Verführerin Adele Spitzeder" eine Verfilmung des Stoffes. Die Erstausstrahlung war am 11. Januar 2012 in der ARD zu sehen. »